# Remonstranți
Remonstranții au fost o grupare protestantă care a susținut învățătura lui Jacob Arminius, care a încercat să atenueze radicalismul doctrinar al lui Jean Calvin. Remonstranții au câștigat multă influență între pastorii reformați, fapt care a divizat bisericile reformate din regiunea Amsterdam. Unor pastori remonstranți chiar li s-a interzis să predice, în urma zâzaniei produse de contraremonstranți.

## Relația cu puterea de stat
Modelul erastian de relație a bisericii cu statul a fost susținut în 1610 de Johannes Uytenbogaert, liderul eclesial al minorității arminieni din biserica reformată olandeză, și Hugo Grotius - umanistul erastian. 
În partea politică și Iohan van Oldenbarnevelt care se afla într-o poziție unică devenind cel mai puternic lider politic în Provinciile Unite. El publică în 1910 un tratat prin care arată puterea statului asupra bisericii și luptă pentru a împiedica întâlnirea unui Sinod Național care ar fi condamnat arminianismul.
(2) Protestul remonstranților. 46 de slujitori și susținători ai lui Arminius din școala de predicare de la Leyden, împreună cu cei doi lideri ai lor (Uytenbogaert și Episcopius), s-au întâlnit la Gouda în 16 ianuarie 1610 și au stabilit și publicat 5 doctrine calviniste cu care nu erau de acord.
Întâlnirea are loc la 1 an de la moartea lui Arminius și la 46 ani de la moartea lui Calvin. Au publicat în același an aceste 5 articole. 
Johannes Uytenbogaert, care a și redacatat documentul i-l dă lui Oldenbarnevelt pentru a fi prezentat conducerii generale. Aceștia refuză să dea curs remostranților și amâna câteva luni discuția chemând la toleranță reciprocă. Orice sinod era scos din calcul pentru ei. 
(3) Conferințele. Conducerea provinciilor organizează o conferință limitată în 10 martie 1611 la The Hague unde câte șase reprezentanți și-au prezentat pozițiile. Conferința a ținut doua luni. Fiecare parte scrie documente cu argumente si contra-argumente. A doua încercare de împăcare din partea conducerii are loc la Delft în același an. Dar este fara succes. 
În doi ani consecutivi, 1611 și 1612 la Den Hague și Delft, Simon Episcopius susține vehement doctrinele arminienilor la două conferințe. În 1612 ajunge și el profesor la Leyden în locul lui Gomarus care se retrage fiind supărat fiindcă în locul lui Arminius a fost ales profesor în 1609 Conrad Vorstius un simpatizant al lui Arminius și socinian în doctrină.
(4) Cilmaxul conflictului. În anul 1616 societatea olandeză s-a polarizat și a ajuns la un punct critic. Arminienii și calviniștii erau aproape gata să pornească un război. În anul 1617 remostranții au stârnit niște răscoale. Prințul Maurice refuză să-și folosească trupele pentru a menține ordinea. 
În vara acestui an simpatia lui Maurice pentru calviniști este arătată când refuză să se închine la The Hague unde Uytenbogaert era predicator. Se închină într-o congregație calvinistă.
În același an patru provincii cer States General să convoace un sinod național. Provincia Olandei refuză acest apel.  În urma mai multor evenimente sub cârmuirea lui Maurice în Noiembrie 1617 conducerea provinciilor a votat pentru a chema un sinod național. Inevitabilul are loc. 
(5) În august 1618 Oldenbarnevelt, Grotius și alți lideri pro-remonstranți proeminenți au fost arestați. Uytenbogaert a fugit din țară
Episcopius este ales purtător de cuvânt din cei 13 reprezentanți ai remostranților pentru Sinodul național de la Dort care are loc în 1618, însă ei refuză participarea și audierea. 
(6) După sinod, în 1619, își pierde slujba și este trimis afară din țară împreună cu ceilalți 12 protestatari. Oldenbarnevelt este decapitat pentru înaltă trădare împotriva prințului Maurice.